# Kushtia
Kushtia è una città del Bangladesh appartenente alla divisione di Khulna, nel Bangladesh centro-occidentale. È situata poco a sud del fiume Padma (Gange).
La città è collegata dalla ferrovia a Saidpur e Kolkata (Calcutta; in India) ed è un centro commerciale che ospita un cotonificio, uno zuccherificio e un'industria di prodotti di ceramica. A Kushtia vi sono vari college governativi, tra cui spicca il Kushtia Government University College (1947).
L'area circostante è costituita da un'ampia e fertile pianura alluvionale situata all'inizio del delta del Gange-Brahmaputra. La sua rete di corsi d'acqua navigabili, come i fiumi Bhagirathi e Matabhanga, è utilizzata per il trasporto di merci. I principali prodotti agricoli della regione sono riso, grano, iuta, zucchero, patate, tabacco e betel.